# Кейсі Кауфголд
Кейсі Кауфголд (6 березня 2004 , Ланкастер, Пенсільванія ) — американська лучниця, бронзова призерка Олімпійських ігор 2024 року.

## Виступи на Олімпіадах
| Олімпіада  | Дисципліна                | Місце |
| ---------- | ------------------------- | ----- |
| Токіо 2020 | індивідуальна першість    | 17    |
| Токіо 2020 | командна першість         | 5     |
| Париж 2024 | індивідуальна першість    | 17    |
| Париж 2024 | командна першість         | 9     |
| Париж 2024 | змішана командна першість | 3     |

## Зовнішні посилання
- Кейсі Кауфголд на сайті World Archery (англійська)
- Кейсі Кауфголд на сайті Olympics.com (англійська)
- Кейсі Кауфголд на сайті Olympedia (англійська)
- Кейсі Кауфголд на сайті U.S. Olympic & Paralympic Committee (англійська)